# برايان بوليدو
برايان بوليدو (بالإنجليزية: Brian Pulido)‏ هو كاتب سيناريو ومنتج أفلام أمريكي، ولد في 30 نوفمبر 1961.

## وصلات خارجية
- برايان بوليدو على موقع IMDb (الإنجليزية)
- برايان بوليدو على موقع قاعدة بيانات الفيلم (الإنجليزية)